# Pap Vera

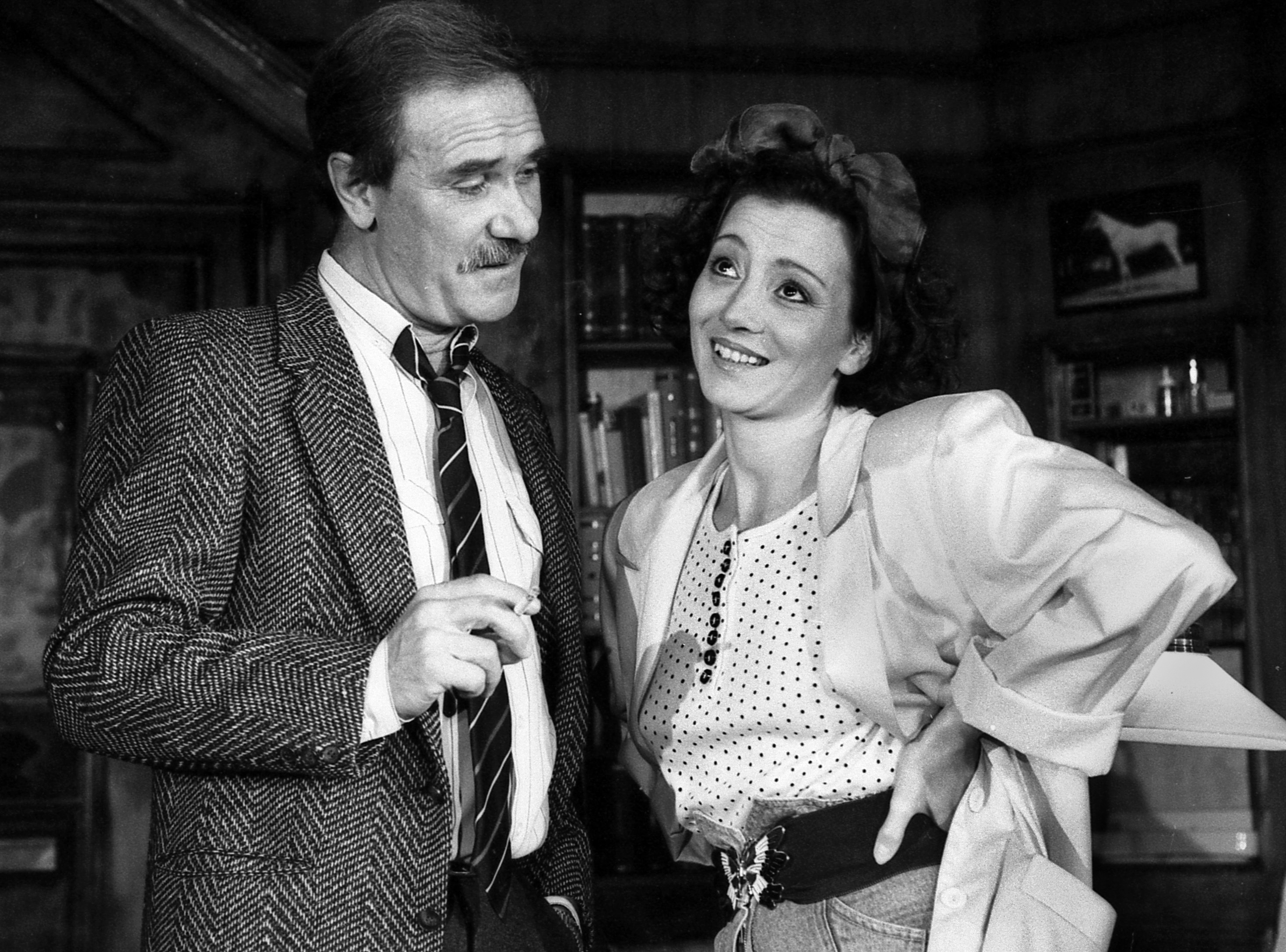
Tordy Géza és Pap Vera

Pap Vera (Budapest, 1956. január 27. – Budapest, 2015. április 9.) Kossuth- és Jászai Mari-díjas magyar színművésznő, érdemes és kiváló művész, a Halhatatlanok Társulatának örökös tagja.
Az ember attól színész, hogy keresi azokat a lehetőségeket, amikor kijátszhatja magából a lelkét.

## Élete
Pap János és Richter Mária gyermekeként született. Gyermekkorát Kőbányán töltötte. Eredetileg bohóc szeretett volna lenni. A Színház- és Filmművészeti Főiskolán végzett 1979-ben (1975-től), és azóta volt a fővárosi Vígszínház társulatának tagja. Több filmben is emlékezetes alakítást nyújtott. 2002. március 15-én az ő főszereplésével nyílt meg az új Nemzeti Színház.
2012-től küzdött súlyos betegségével, bízott felépülésében. Kezelései alatt szinte kihagyás nélkül játszott a színpadon. 2015. február 8-án lépett utoljára színpadra, Heather Raffo Fátyol nélkül című drámájában, amiben Hudát alakította. 2015 tavaszán egy ausztriai klinikán vett részt kezelésen, amely sikertelennek bizonyult. 2015. április 9-én csendesen hunyt el.
Pap Verát a Vígszínház és az Emberi Erőforrások Minisztériuma saját halottjának tekinti. Halála estéjén a Duna televízió a Csapd le csacsi! című filmet vetítette le a művésznő emlékére. 2015. április 24-én barátai, kollégái, tisztelői búcsúztatták a Vígszínház nagyszínpadán, felelevenítve a korszakos, kiemelkedő színészi pályafutásának emlékezetes pillanatait és páratlan személyiségét.
Szűk családi körben temették el.
Amikor felmegy a függöny, akkor ki kell állni és játszani kell, nincs mese! Olyankor kint kell hagynom az öltözőben az összes nyomoromat, az összes fájdalmamat, és tennem kell a dolgom a színpadon. A legnehezebb helyzetekben is ott kell lennem, minden porcikámmal jelen kell lennem.
1997-től férjével, Dr. Simon Sándor ügyvéddel, a Balaton-parti Szigliget lakója volt.

## Színházi szerepei
- Madách Imre: Az ember tragédiája... Éva
- Molnár Ferenc: Az üvegcipő... Irma
- Peter Shaffer: Amadeus... Constanze Weber
- Ion Luca Caragiale: Farsang... Mica
- Tennessee Williams: A vágy villamosa... Stella
- Gorkij: Éjjeli menedékhely... Natasa
- Georg Büchner: Leonce és Léna... Léna
- Kárpáti Péter: Az út végén a folyó... Jutka
- Shakespeare: Ahogy tetszik... Célia
- Molnár Ferenc: Liliom... Mari
- Weingarten: A nyár... Lorette
- Fjodor Mihajlovics Dosztojevszkij: Ördögök – Marja Lebjadkina
- Fejes Endre: Cserepes Margit házassága... Cserepes Margit
- Kroetz: A vadászat... Hanni
- Kornis Mihály: Kozma... Hédi
- Szomory Dezső: Györgyike drága gyermek... Györgyike
- Shakespeare: Szentivánéji álom... Hermia, Titánia
- Móricz Zsigmond: Úri muri... Rozika
- George Bernard Shaw: Megtört szívek háza... Ellie
- Russell: Rita és Frank... Rita
- Carlo Goldoni: Két úr szolgája... Beatrice
- Heinrich von Kleist: Amphitryon... Charis
- Walker: A büntető kéz... Júlia
- Eugène Ionesco: Rinocéroszok... Daisy
- Ödön von Horváth – Traugott Krischk: Pollinger kisasszony és a férfiak... Ágnes
- Leonard Bernstein: West Side Story... Akárkié
- Orton: Szórakozzon, Mr. Sloane... Kathy
- Durang: Bolond szél... Prudence
- Tom Stoppard: Ez az igazi... Annie
- Csehov: Ivanov... Anna Petrovna
- Molière: Dandin György... Angélique
- Eugène Labiche: Olasz szalmakalap... Champigny bárónő
- Martin McDonagh: Leenane szépe... Maureen
- Arthur Miller: A salemi boszorkányok... Elizabeth Proctor
- Anton Pavlovics Csehov: Lakodalom... Nasztaszja Tyimofejevna
- Ilf és Petrov: Érzéki szenvedély... Nata Marhockaja-Lifsic
- Bertolt Brecht: Kurázsi mama... Yvette Pottier
- Jean Genet: Cselédek... Solange
- Dosztojevszkij: Bűn és bűnhődés... Katyerina Ivanovna
- Kárpáti Péter: Pájinkás János... Vénasszony
- Makszim Gorkij: Nyaralók... Olga
- Grumberg: Varrónők... Laurance asszony
- Ion Luca Caragiale: Zűrzavaros éjszaka... Veta
- Nyikolaj Vasziljevics Gogol: A revizor... Anna Andrejevna
- Alekszandr Nyikolajevics Osztrovszkij: Négy lába van a lónak, mégis megbotlik... Mamajeva
- Örkény István: Rózsakiállítás... Mikóné
- Georges Feydeau: Bolha a fülbe... Homenides de Histangua
- Tracy Letts: Augusztus Oklahomában... Violet Weston
- Hadar Galron: Mikve... Sosana
- Vörösmarty Mihály: Csongor és Tünde... Mirígy
- Nina Rain: Billy világa... Anya

## Filmjei

### Játékfilmek
- Angi Vera (1979) – Angi Vera (Pap Veronika néven)
- Dögkeselyű (1982) – Kati (Papp Vera néven)
- Az óriás (1984) – Szandál Juli
- Uramisten (1984) – Dudiné (Papp Vera néven)
- Érzékeny búcsú a fejedelemtől (1986) – Krisztina
- Rejtőzködő (1986) – Kisági
- Isten veletek, barátaim (1987) – Gizus vagy Nyuszika
- Csapd le csacsi! (1991) – Slamovits Bea
- A csalás gyönyöre (1992)
- Roncsfilm (1992) – Hajnalka
- Esti Kornél csodálatos utazása (1994) – Kücsük anyja
- Félválófél (1999, rövid játékfilm)
- Randevú (2006) – Rózsika
- Prima Primavera (2008) – Dr. Szegedi
- Az utolsó kép (2010, rövid játékfilm) – Fodrásznő
- A vizsga (2011) – Egriné
- Az éjszakám a nappalod (2014) – Doktornő

### Tévéfilmek
- Csontváry (1975)
- A Danton-ügy (1978)
- Cseresznyéskert (1979) – Ánya
- Egy hónap falun (1979) – Kátya, szolgálólány
- Háromszoros halál (1979)
- Családi kör (1980-1989)
- Nők apróban (1980) – Trixi (Papp Vera néven)
- A névtelen vár 1-6. (1981 [1982 mozifilmként]) – Marie francia trónörökösnő
- Róza néni elintézi (1981) – Giza
- Sóder (1981)
- Tüzet viszek (1981) – Margit
- Víkendszerelem (1981) – Káli Anna
- Faustus doktor boldogságos pokoljárása 1-7. (1982)
- Három szabólegények (1982) – Selyem (Papp Vera néven)
- Liszt Ferenc (1982) – Lina Schmalhausen
- Mint oldott kéve 1-7. (1982)
- Nyitott ház (1982)
- A láperdő szelleme (1983) – Bathilda
- Foltyn zeneszerző élete és munkássága (1983)
- Hamlet, dán királyfi (1983) – Ophelia, Polonius lánya
- In memoriam Ö.I. (1983)
- Szeszélyes évszakok (1983-1987) – Okos feleség
- A nőuralom (1984) – Rezgeiné, fiatal özvegy
- Boldogtalanok (1984) – Víg Vilma
- Rómeó, Júlia és a sötétség (1984)
- Farkasok és bárányok (1985)[18]
- Börtönkarrier (1986)
- Illatszertár (1987) – Balázs kisasszony
- Ítéletidő (1987) – Julia, Holló Samu felesége
- Utazás az öreg autóval (1987) – Anya
- A fazék (1988)
- Orrom krumpli, hajam kóc! 1-10. (1988) – Eulália
- Gyuszi ül a fülben 1-10. (1989)
- Románc (1989)
- Nem érsz a halálodig (1990)
- Leonce és Léna (1991) – Léna hercegnő, Leonce jegyese
- Sivatagi nemzedék (1991)
- A pályaudvar lovagja (1992) – Lívia
- Nem válok el! (1992)
- Titok (1992) – Anya
- A végzetes szerelem játéka (1994)
- Kisváros (1995) – Gecse Rozália színésznő
- Helyet az ifjúságnak! (1995) – Sári
- Üstökös (1998) – Szamosi Judit
- Millenniumi mesék 1-10. (2000) – Klárika
- Családi album (2001)
- Tengerszem (2002)
- Bányató (2006) – Irma
- Presszó (2008) – Anya

### Rajzfilmek
- Fehérlófia (1981) – Aranyhajú nyár-szépe / Rézhajú ősz-szépe / Ezüsthajú tavasz-szépe (hang)
- Macskafogó (1986) – Tsino-san (hang)

## Szinkronszerepei

### Filmek
| Év   | Cím                                                          | Szereplő             | Színész                | Szinkron év |
| ---- | ------------------------------------------------------------ | -------------------- | ---------------------- | ----------- |
| 1946 | Az élet csodaszép (1. magyar szinkron)                       | Mrs. Jane Wainwright | Marian Carr            | 1985        |
| 1952 | Hölgy kaméliák nélkül                                        | Valerisi             | N/A                    | 1981        |
| 1954 | Carmen Jones                                                 | Cindy Lou            | Olga James             | 1980        |
| 1954 | Örök keringő                                                 | Henriette Treffz     | Hilde Krahl            | 1991        |
| 1955 | A gyilkos csókja                                             | Gloria Price         | Irene Kane             | 2002        |
| 1963 | Rózsaszín párduc 1.: A rózsaszín párduc (2. magyar szinkron) | Dala hercegnő        | Claudia Cardinale      | 1989        |
| 1964 | Moszkvai séta (2. magyar szinkron)                           | Aljona               | Galina Polszkih        | 1985        |
| 1968 | Sirály                                                       | Masa                 | Kathleen Widdoes       | 1986        |
| 1969 | Dzsamila szerelme                                            | Dzsamila             | Natalija Arinbaszarova | 1984        |
| 1971 | Twiggy, a sztár                                              | Polly Browne         | Twiggy                 | 1982        |
| 1974 | A négy testőr, avagy a Milady bosszúja (1. magyar szinkron)  | Kitty                | Nicole Calfan          | 1985        |
| 1976 | Boldogító igen… vagy nem?                                    | N/A                  | N/A                    | 1988        |
| 1976 | Várkastély a Kárpátokban                                     | N/A                  | N/A                    | 1981        |
| 1977 | A férfi, aki szerette a nőket (2. magyar szinkron)           | Martine Desdoits     | Nathalie Baye          | 1986        |
| 1977 | Bolond évek                                                  | Marija               | Rialda Kadrić          | 1981        |
| 1977 | Egy maréknyi remény                                          | Anneliese Weyher     | Simone von Zglinicki   | 1982        |
| 1977 | Nagyvilági hölgyek                                           | Valérie Ravennes     | Patricia Calas         | 1980        |
| 1977 | Ne vedd el a gyermekemet!                                    | Anne Macarino        | Linda Purl             | 1984        |
| 1979 | Csatár a pácban                                              | Marie                | Dorothée Jemma         | 1981        |
| 1979 | Muppet Show – IV/24. rész: Diana Ross (1. magyar szinkron)   | Diana Ross           | Diana Ross             | 1983        |
| 1979 | Nővérek, avagy a boldogság egyensúlya                        | Miriam Grau          | Jessica Früh           | 1984        |
| 1979 | Összetörtek szanatóriuma                                     | Clara                | Shelley Long           | 1982        |
| 1980 | Csontváry                                                    | ?                    | Eleni Martinelli       | 1980        |
| 1982 | Arcok a tükörben                                             | Sylvia Carslake      | Emma Piper             | 1985        |
| 1983 | A Hold vizei                                                 | Evelyn Daly          | Lesley Dunlop          | 1986        |
| 1983 | A kéz játékai                                                | Isabel               | São José Lapa          | 1989        |
| 1983 | A legyőzhetetlen Vutang                                      | Chen Xue Jiao        | Quan Lin               | 1985        |
| 1983 | A nyolc szamuráj legendája (1. magyar szinkron)              | Shizu hercegnő       | Jakusimaru Hiroko      | 1989        |
| 1984 | Mire megyek az apámmal?                                      | Blondie              | Emmanuelle Djakaranda  | 1986        |
| 1984 | Swann szerelme                                               | Chloe                | Anne Bennent           | 1985        |
| 1984 | Wanda                                                        | N/A                  | N/A                    | 1988        |
| 1985 | Figyelem                                                     | Maria                | Elena Pompei           | 1989        |
| 1986 | Önarckép                                                     | Helena               | Soňa Novotná           | 1990        |
| 1986 | Tai Pan, a hét tenger ura                                    | May-May              | Joan Chen              | 1991        |
| 1987 | Búcsú Moszkvától                                             | Jelena               | Aurore Clément         | 1992        |
| 1987 | Gyilkosság Los Angelesben                                    | Fionna               | Kita Harrison Golden   | 1989        |
| 1988 | A gyilkolás öröme                                            | La Merche            | Victoria Abril         | 1996        |
| 1988 | Arany és vér                                                 | Inés                 | Gabriela Roel          | 1989        |
| 1988 | Az alkalmi turista                                           | Rose Leary           | Amy Wright             | 1997        |
| 1988 | Női ügyek                                                    | N/A                  | N/A                    | 1999        |
| 1989 | A betörés                                                    | Tina                 | Ulrike Krumbiegel      | 1992        |
| 1989 | Az éjszakáim szebbek, mint a nappalaitok                     | Blanche              | Sophie Marceau         | 1991        |
| 1989 | Nők a tetőn                                                  | Linnea               | Amanda Ooms            | 1990        |
| 1989 | Pókháló                                                      | Rahel Efrussi        | Andrea Jonasson        | 1995        |
| 1990 | Acélcsapda (1. magyar szinkron)                              | Annie                | Isabella Hofmann       | 1992        |
| 1990 | Élünk, halunk, örökölünk                                     | Lurlene              | Amy Wright             | 1998        |
| 1991 | Külvárosi kommandó                                           | Jenny Wilcox         | Shelley Duvall         | 1993        |
| 1993 | Lőj!                                                         | N/A                  | N/A                    | 1995        |
| 1994 | A nagy ugrás (1. magyar szinkron)                            | Amy Archer           | Jennifer Jason Leigh   | 1995        |
| 1994 | Háború (1. magyar szinkron)                                  | Lois Simmons         | Mare Winningham        | 1996        |
| 1994 | Mrs. Parker és az ördögi kör                                 | Dorothy Parker       | Jennifer Jason Leigh   | 1996        |
| 1995 | Egy füst alatt – Beindulva                                   | Violet               | Mel Gorham             | 1996        |
| 1996 | Darkman 3.                                                   | Angela Rooker        | Roxann Dawson          | 1997        |
| 1997 | A félelem országútján                                        | Amy Taylor           | Kathleen Quinlan       | 1998        |

### Sorozatok
| Év   | Cím                      | Szereplő      | Színész                    | Szinkron év |
| ---- | ------------------------ | ------------- | -------------------------- | ----------- |
| 1974 | Golgota 5-13.            | Maruszja      | Ljubov Csirkova-Csernyaeva | 1978        |
| 1979 | Forró szél               | Bob felesége  | Vesna Malohodžić           | 1984        |
| 1980 | Álomkereskedők 1-4.      | Doris Kessler | Brianne Leary              | 1983        |
| 1980 | Az isztambuli vonat 1-4. | Mimsy Farmer  | Coral Musker               | 1981        |
| 1985 | Magnum VI.               | Ilima Parker  | Haunani Minn               | 1996        |
| 1989 | Tízparancsolat           | Elzbieta      | Teresa Marczewska          | 1991        |

## Díjai, elismerései

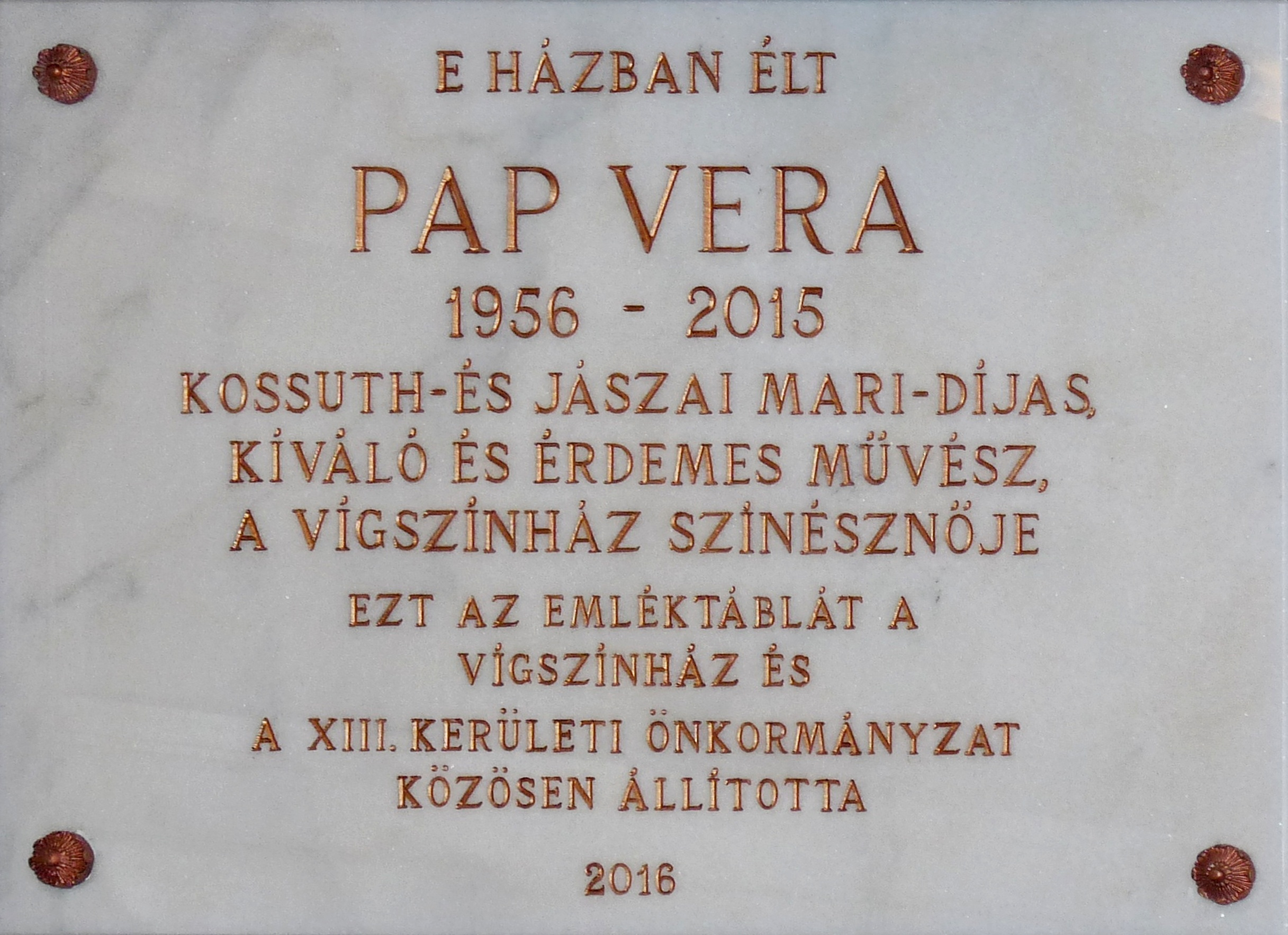
Emléktáblája egykori lakhelyén. (Budapest XIII. ker. Kárpát uta 24.)

- Chicagói Filmfesztivál legjobb női alakításért járó díja (1980)
- David di Donatello legjobb női alakításért járó díja (1981)
- Varsányi Irén-emlékgyűrű (1981, 2009)
- Színikritikusok Díja – A legjobb női alakítás (1984)
- Jászai Mari-díj (1987)
- Színikritikusok Díja – A legjobb női mellékszereplő (1988, 1991)
- Színházi Találkozó – A legjobb női alakításért járó díja (1991)
- Ajtay Andor-emlékdíj (1988, 1991, 1998, 2004)
- Ruttkai Éva-emlékdíj (1990)
- Érdemes művész (2001)
- Harsányi Zsolt-díj (2008)
- Kiváló művész (2009)
- Gundel művészeti díj (2010)
- XI. Pécsi Országos Színházi Találkozó, MASZK Országos Színészegyesület "Legjobb női alakítás" díja (2011)
- Kossuth-díj (2013)[21]
- Örökös tag a Halhatatlanok Társulatában (2015)

## Emlékezete
- 2016. január 26-án születésének 60. évfordulójára emléktáblát avattak emlékére egykori lakhelyén a Kárpát utca 24. szám alatt.[22]
- 2016. január 30-tól Szigliget főtere felvette Pap Vera nevét.[23]